# Índice Composto de Capacidade Nacional
O Índice Composto de Capacidade Nacional (conhecido pela sigla em inglês CINC) é uma medida estatística do poder nacional criado por J. David Singer para o projeto Correlatos de Guerra, em 1963. O índice é calculado utilizando uma média de percentagens sobre o nível mundial de seis componentes diferentes. Os componentes representam o poder demográfico, econômico e militar. Estudos Mais recentes tendem a usar o índice CINC, que “considera medidas que são mais relevantes na percepção do verdadeiro poder militar de um país” em comparação ao PIB. O método está “entre os mais conhecidos e aceitos para medir o poder militar de um país.” O CINC mede apenas a potência coercitiva, portanto pode não representar o poder total de uma nação.

## Metodologia
Cada componente é uma percentagem adimensional do total mundial, que obedece esta fórmula.
 Razão = País⁄Mundo
CINC = {\displaystyle {\frac {TPR+UPR+ISPR+ECR+MER+MPR}{6}}}
Onde
TPR = razão da população total do país,
UPR = razão da população urbana do país,
ISPR = razão de produção de ferro e aço do país,
ECR = razão do consumo primário de energia,
MER = razão do gasto militar,
MPR = razão de número de militares.

## Lista de países por CINC
Países listados pelo CINC, a partir de dados de 2012.

Comparação de valores de CINC dos USA, Reino Unido, China e Rússia desde 1896.

| Número | País                            | CINC      |
| ------ | ------------------------------- | --------- |
| 1      | China                           | 0,2181166 |
| 2      | Estados Unidos                  | 0,1393526 |
| 3      | Índia                           | 0,0808987 |
| 4      | Rússia                          | 0,0400789 |
| 5      | Japão                           | 0,035588  |
| 6      | Brasil                          | 0,0250626 |
| 7      | Coreia do Sul                   | 0,023212  |
| 8      | Alemanha                        | 0,017911  |
| 9      | Irã                             | 0,015763  |
| 10     | Reino Unido                     | 0,015277  |
| 11     | Turquia                         | 0,015239  |
| 12     | México                          | 0,015039  |
| 13     | Paquistão                       | 0,014554  |
| 14     | Indonésia                       | 0,014447  |
| 15     | França                          | 0,014207  |
| 16     | Arábia Saudita                  | 0,013743  |
| 17     | Coreia do Norte                 | 0,013260  |
| 18     | Itália                          | 0,012848  |
| 19     | Egito                           | 0,009893  |
| 20     | Canadá                          | 0,009155  |
| 21     | Nigéria                         | 0,009082  |
| 22     | Vietnã                          | 0,008844  |
| 23     | Ucrânia                         | 0,008231  |
| 24     | Espanha                         | 0,008121  |
| 25     | Tailândia                       | 0,007718  |
| 26     | Bangladesh                      | 0,007469  |
| 27     | Austrália                       | 0,007298  |
| 28     | Taiwan                          | 0,006991  |
| 29     | África do Sul                   | 0,006941  |
| 30     | Colômbia                        | 0,006678  |
| 31     | Iraque                          | 0,006202  |
| 32     | Argentina                       | 0,005653  |
| 33     | Mianmar                         | 0,005629  |
| 34     | Filipinas                       | 0,005616  |
| 35     | Polônia                         | 0,005493  |
| 36     | Venezuela                       | 0,004927  |
| 37     | Síria                           | 0,004841  |
| 38     | República Democrática do Congo  | 0,004724  |
| 39     | Malásia                         | 0,004537  |
| 40     | Israel                          | 0,00425   |
| 41     | Argélia                         | 0,004188  |
| 42     | Países Baixos                   | 0,004137  |
| 43     | Marrocos                        | 0,003883  |
| 44     | Etiópia                         | 0,003837  |
| 45     | Peru                            | 0,003398  |
| 46     | Cazaquistão                     | 0,003103  |
| 47     | Singapura                       | 0,003009  |
| 48     | Sudão                           | 0,002998  |
| 49     | Grécia                          | 0,002971  |
| 50     | Bélgica                         | 0,002928  |
| 51     | Emirados Árabes Unidos          | 0,002883  |
| 52     | Afeganistão                     | 0,002734  |
| 53     | Chile                           | 0,002714  |
| 54     | Uzbequistão                     | 0,002666  |
| 55     | Angola                          | 0,002416  |
| 56     | Romênia                         | 0,002358  |
| 57     | Eritreia                        | 0,002243  |
| 58     | Suécia                          | 0,00213   |
| 59     | Sri Lanka                       | 0,002123  |
| 60     | Tanzânia                        | 0,002115  |
| 61     | Áustria                         | 0,002023  |
| 62     | Bielorrússia                    | 0,001984  |
| 63     | República Checa                 | 0,001795  |
| 64     | Quênia                          | 0,001795  |
| 65     | Sudão do Sul                    | 0,001792  |
| 66     | Kuwait                          | 0,001780  |
| 67     | Iêmen                           | 0,001742  |
| 68     | Portugal                        | 0,001705  |
| 69     | Noruega                         | 0,001698  |
| 70     | Omã                             | 0,001641  |
| 71     | Nepal                           | 0,001594  |
| 72     | Camboja                         | 0,001583  |
| 73     | Equador                         | 0,001564  |
| 74     | Finlândia                       | 0,001549  |
| 75     | Uganda                          | 0,001516  |
| 76     | Qatar                           | 0,001505  |
| 77     | Suíça                           | 0,001428  |
| 78     | Azerbaijão                      | 0,001406  |
| 79     | Jordânia                        | 0,001394  |
| 80     | Costa do Marfim                 | 0,001341  |
| 81     | Cuba                            | 0,001278  |
| 82     | Gana                            | 0,001246  |
| 83     | Moçambique                      | 0,001241  |
| 84     | Camarões                        | 0,001222  |
| 85     | Bolívia                         | 0,001153  |
| 86     | Hungria                         | 0,001143  |
| 87     | Dinamarca                       | 0,001077  |
| 88     | Líbia                           | 0,001064  |
| 89     | Eslováquia                      | 0,001061  |
| 90     | Bulgária                        | 0,000988  |
| 91     | Tunísia                         | 0,000965  |
| 92     | Líbano                          | 0,000965  |
| 93     | Zimbabwe                        | 0,00088   |
| 94     | Madagascar                      | 0,000865  |
| 95     | Nova Zelândia                   | 0,000862  |
| 96     | Iugoslávia                      | 0,000855  |
| 97     | Guatemala                       | 0,00085   |
| 98     | Zâmbia                          | 0,000812  |
| 99     | República Dominicana            | 0,00081   |
| 100    | Turcomenistão                   | 0,000779  |
| 101    | Burkina Faso                    | 0,000756  |
| 102    | Senegal                         | 0,000741  |
| 103    | Somália                         | 0,000687  |
| 104    | Ruanda                          | 0,000663  |
| 105    | Guiné                           | 0,000651  |
| 106    | Armênia                         | 0,000637  |
| 107    | Chade                           | 0,000631  |
| 108    | Mali                            | 0,000619  |
| 109    | Níger                           | 0,000585  |
| 110    | Malawi                          | 0,000562  |
| 111    | Haiti                           | 0,000552  |
| 112    | Bahrain                         | 0,000546  |
| 113    | Irlanda                         | 0,000538  |
| 114    | Paraguai                        | 0,000531  |
| 115    | Uruguai                         | 0,000519  |
| 116    | Honduras                        | 0,000508  |
| 117    | Croácia                         | 0,000499  |
| 118    | Trinidad e Tobago               | 0,000491  |
| 119    | Laos                            | 0,000486  |
| 120    | Burundi                         | 0,000478  |
| 121    | Geórgia                         | 0,000447  |
| 122    | República do Congo              | 0,000444  |
| 123    | Benim                           | 0,000417  |
| 124    | El Salvador                     | 0,000412  |
| 125    | Lituânia                        | 0,000394  |
| 126    | Bósnia e Herzegovina            | 0,00038   |
| 127    | Tajiquistão                     | 0,000364  |
| 128    | Nicarágua                       | 0,000347  |
| 129    | Togo                            | 0,000337  |
| 130    | Quirguistão                     | 0,000333  |
| 131    | Mongólia                        | 0,000329  |
| 132    | Serra Leoa                      | 0,000323  |
| 133    | Albânia                         | 0,000309  |
| 134    | Mauritânia                      | 0,000309  |
| 135    | Luxemburgo                      | 0,000307  |
| 136    | Letônia                         | 0,000293  |
| 137    | Panamá                          | 0,00029   |
| 138    | Eslovênia                       | 0,000281  |
| 139    | Libéria                         | 0,000271  |
| 140    | Papua Nova Guiné                | 0,000259  |
| 141    | Costa Rica                      | 0,000258  |
| 142    | Moldávia                        | 0,000235  |
| 143    | Macedônia                       | 0,000231  |
| 144    | República Centro-Africana       | 0,000226  |
| 145    | Namíbia                         | 0,0002    |
| 146    | Gabão                           | 0,000186  |
| 147    | Botswana                        | 0,000182  |
| 148    | Estônia                         | 0,000181  |
| 149    | Chipre                          | 0,000178  |
| 150    | Djibouti                        | 0,000173  |
| 151    | Jamaica                         | 0,000172  |
| 152    | Brunei                          | 0,00016   |
| 153    | Guiné-Bissau                    | 0,000117  |
| 154    | Gâmbia                          | 0,000108  |
| 155    | Kosovo                          | 0,000086  |
| 156    | Lesotho                         | 0,000081  |
| 157    | Montenegro                      | 0,000068  |
| 158    | Fiji                            | 0,000062  |
| 159    | Guiné Equatorial                | 0,00006   |
| 160    | Suazilândia                     | 0,000058  |
| 161    | Suriname                        | 0,000049  |
| 162    | Butão                           | 0,000048  |
| 163    | Maurícia                        | 0,000048  |
| 164    | Timor-Leste                     | 0,000042  |
| 165    | Malta                           | 0,000034  |
| 166    | Guyana                          | 0,000034  |
| 167    | Islândia                        | 0,000031  |
| 168    | Comores                         | 0,000027  |
| 169    | Bahamas                         | 0,000025  |
| 170    | Cabo Verde                      | 0,000022  |
| 171    | Barbados                        | 0,000020  |
| 172    | Belize                          | 0,000020  |
| 173    | Ilhas Salomão                   | 0,000013  |
| 174    | Maldivas                        | 0,000013  |
| 175    | Estados Federados da Micronésia | 0,000012  |
| 176    | São Tomé e Príncipe             | 0,000007  |
| 177    | Vanuatu                         | 0,000006  |
| 178    | Antígua e Barbuda               | 0,000005  |
| 179    | Samoa                           | 0,000005  |
| 180    | Santa Lúcia                     | 0,000005  |
| 181    | Seychelles                      | 0,000004  |
| 182    | Granada                         | 0,000003  |
| 183    | São Vicente e Granadinas        | 0,000003  |
| 184    | Tonga                           | 0,000003  |
| 185    | Kiribati                        | 0,000002  |
| 186    | Andorra                         | 0,000002  |
| 187    | Liechtenstein                   | 0,000002  |
| 188    | Mônaco                          | 0,000002  |
| 189    | San Marino                      | 0,000002  |
| 190    | Dominica                        | 0,000002  |
| 191    | São Cristóvão e Nevis           | 0,000001  |
| 192    | Ilhas Marshall                  | 0,000001  |
| 193    | Palau                           | 0,000001  |
| 194    | Nauru                           | 0         |
| 195    | Tuvalu                          | 0         |